# Saint Paul (Nebraska)
Pour les articles homonymes, voir Saint-Paul.
La ville de Saint Paul est le siège du comté de Howard, dans l’État du Nebraska, aux États-Unis. Sa population s’élevait à 2 290 habitants lors du recensement de 2010, estimée à 2 349 habitants en 2016.

## Personnalités
Jean Potts (1910-1999), romancière américaine, prix Edgar-Allan-Poe en 1955.